# Quincy Troupe
Quincy Thomas Troupe, Jr., né le 23 juillet 1939 à New York[réf. à confirmer], est un poète, éditeur, journaliste et professeur émérite à l'université de Californie à San Diego, il est américain. Son travail le plus connu porte sur la biographie de Miles Davis, le jazzman.

## Biographie
Quincy Troupe est le fils de Quincy Trouppe (joueur de baseball dans la Negro League), son père a ajouté un second "p" à son nom quand il jouait au Mexique, pour que le nom soit plus facilement prononçable pour les hispanophones. Adolescent en 1955, il écoute dans un bar à Saint-Louis un morceau qui passait au jukebox, il s'informe sur ce morceau, il s'agissait de Donna Lee de Miles Davis, sa première composition enregistrée. Dans son livre Miles and Me il se rappelle cette expérience :
« Quand j'ai quitté ce bar à la fin de la soirée, j'ai ressenti que j'avais effectué une initiation secrète, un rite de passage, qui me distinguerait à jamais du reste des élèves de la Beaumont High School, où je venais de rentrer. L'école était extrêmement blanche et BCBG. Je pensais qu'aucun d'eux n'était dans le vent. »
Jeune homme, Quincy Troupe est bien bâti ce qui lui permet d'intégrer en 1963 l'université d'État de Grambling en tant que joueur de basketball. Après un an il quitte l'université pour rejoindre l'US Army. Il est affecté en France et joue dans l'équipe militaire de basketball. C'est pendant ce séjour qu'il va rencontrer Jean-Paul Sartre, qui lui conseillera de s'essayer à la poésie.
De retour à la vie civile Quincy Troupe s'installe à Los Angeles où il commence à fréquenter le Watts Writers Workshop, un célèbre atelier d'écriture, et sa poésie s'inspire désormais des rythmes du jazz. C'est lors d'une tournée avec le groupe de Watts qu'il commence à devenir enseignant. Le bâtiment du Watts Writers Workshop abritait aussi un théâtre, une bibliothèque et des salles pour les ateliers et conférences, c'était un point de ralliement d'activistes afro-américains, en particulier du Mouvement des droits civiques, ce qui permet à Troupe de rencontrer l'écrivain Ishmael Reed du collectif Umbra ou encore James Baldwin. En 1968, il publie une anthologie des ateliers d'écriture du groupe : Watts Poets: A Book of New Poetry and Essays.
La Poetry Foundation dit de lui que son travail est associé au Black Art Movement et a des écrivains comme Amiri Baraka, Nikki Giovanni, Wanda Coleman, Haki Madhubuti et Ismael Reed qui étaient aussi des amis de Troupe. L'écriture de tous ces auteurs est hautement influencé par la musique afro-américaine, en particulier le jazz. En 1973 il apparait que le Watts Writer Workshop a été la cible d'une opération menée par le FBI nommée COINTELPRO, le bâtiment ainsi que le théâtre ont été réduits en cendre par un incendie criminel par un informateur infiltré nommé Darthard Perry (aussi connu sous le nom de Ed Riggs). Riggs n'a pas seulement détruit le Watts Writer Workshop mais il a aussi donné des informations sur la section des Black Panthers de Los Angeles et de nombreuses autres associations qui promouvaient la culture noire américaine et qui ont finalement disparues.

## Après le Watts Writers Workshop
Quincy Troupe s'installe au milieu des années 1970 à New York, il enseigne alors dans un collège de Staten Island. Durant ces années il récite des poèmes seul ou avec des collègues à travers tous les États-Unis.
En 1985 le magazine Spin l'engage pour faire une interview exclusive de Miles Davis en deux parties.
Miles: the Autobiography a été publié en 1990, il remporte un American Book Award, les critiques sont par ailleurs bonnes et le livre est salué.
De 1991 à 2003, Quincy Troupe est professeur de littérature Caribéenne et Américaine ainsi que d'ateliers d'écriture à l'Université de Californie (située à San Diego).
Le 11 juin 2002 il est décoré par le gouverneur de Californie Gray Davis en tant que poète lauréat, une enquête est menée sur Troupe par l'opposition qui révèle qu'il n'a jamais eu aucun diplôme pour enseigner. Sa décoration lui est enlevée et il démissionne de son poste à l'université.
Après cette controverse, il retourne s'installer à New-York.
En 2006, il aide le self-made millionnaire Chris Gardner à écrire son autobiographie : The Pursuit of Happyness, ce livre sera adapté au cinéma sous le même nom (À la recherche du bonheur en français) en 2006 également.
Quincy Troupe vit actuellement - 2016 - à New-York avec sa femme Margaret.

## Articles Connexes
- Collectif Umbra
- The Watts Prophets
- Watts Writers Workshop